# Distrito de Nyírbátor
El distrito de Nyírbátor (húngaro: Nyírbátori járás) es un distrito húngaro perteneciente al condado de Szabolcs-Szatmár-Bereg.
En 2013 tiene 43 557 habitantes. Su capital es Nyírbátor.

## Municipios
El distrito tiene 3 ciudades (en negrita), 2 pueblos mayores (en cursiva) y 15 pueblos
(población a 1 de enero de 2013):
- Bátorliget (691)
- Encsencs (1977)
- Kisléta (1864)
- Máriapócs (2155)
- Nyírbátor (12 399) – la capital
- Nyírbéltek (2990)
- Nyírbogát (3143)
- Nyírcsászári (1197)
- Nyírderzs (651)
- Nyírgelse (1159)
- Nyírgyulaj (2045)
- Nyírlugos (2824)
- Nyírmihálydi (2201)
- Nyírpilis (798)
- Nyírvasvári (1972)
- Ömböly (411)
- Penészlek (978)
- Piricse (1810)
- Pócspetri (1681)
- Terem (611)